# Liste der Distanzsteine im Salzlandkreis
Die Liste der Distanzsteine im Salzlandkreis umfasst alle Distanzsteine im Salzlandkreis.

## Allgemeines
Im Salzlandkreis sind folgende verschiedene Distanzsteintypen vorhanden:
- preußischer Meilenstein
- anhaltischer Meilenstein
- Kilometerstein

- Wegweisersäule (auch wenn diese nicht immer eine Distanzangabe enthielten).

## Meilensteine
| Artikel                 | Denkmal-ID | Ausweisungsart | Lage                                                                                                  | Beschreibung                                                                                  | Kommune      | Ort         | Bild |
| ----------------------- | ---------- | -------------- | --- | --------------------------------------------------------------------------------------------- | ------------ | ----------- | ---- |
| Meilenstein Bernburg    |            | Kleindenkmal   | L 50 – wahrscheinlich ehemaliger Verlauf der Chaussee von Dessau über Köthen und Bernburg in den Harz | anhaltischer Ganzmeilenstein                                                                  | Bernburg     | Bernburg    |      |
| Meilenstein Bernburg    | 094 60651  | Kleindenkmal   | L 50 – ehemalige preußische Chaussee Abschnitt Bernburg–Halle                                         | preußischer Ganzmeilenstein                                                                   | Bernburg     | Bernburg    |      |
| Meilenstein Biere       | 094 60965  | Kleindenkmal   | L 50                                                                                                  | preußischer Viertelmeilenstein                                                                | Bördeland    | Biere       |      |
| Meilenstein Bründel     | 094 97968  | Kleindenkmal   | L 52 – wurde umgesetzt                                                                                | anhaltischer Ganzmeilenstein                                                                  | Plötzkau     | Bründel     |      |
| Meilenstein Freckleben  | 094 90356  | Kleindenkmal   | K 1330 – ca. 700 Meter südöstlich von Freckleben                                                      | anhaltischer Ganzmeilenstein                                                                  | Aschersleben | Freckleben  |      |
| Meilenstein Förderstedt | 094 98416  | Kleindenkmal   | L 50                                                                                                  | preußischer Halbmeilenstein                                                                   | Staßfurt     | Förderstedt |      |
| Meilenstein Garsena     | 094 60214  | Kleindenkmal   | L 50                                                                                                  | preußischer Ganzmeilenstein                                                                   | Könnern      | Garsena     |      |
| Meilenstein Garsena     |            |                | L 50                                                                                                  | preußischer Viertelmeilenstein                                                                | Könnern      | Garsena     |      |
| Meilenstein Giersleben  | 094 10093  | Kleindenkmal   | L 72                                                                                                  | anhaltischer Ganzmeilenstein                                                                  | Giersleben   | Giersleben  |      |
| Meilenstein Güsten      | 094 97909  | Kleindenkmal   | B 185                                                                                                 | anhaltischer Meilenstein, mehrfach umgesetzt, Kopie (Original steht in Halberstadt)           | Saale-Wipper | Güsten      |      |
| Meilenstein Hoym        | 094 95387  | Kleindenkmal   | L 85                                                                                                  | anhaltischer Meilenstein, nach einer Versetzung später wieder am Originalstandort aufgestellt | Seeland      | Hoym        |      |
| Meilenstein Könnern     |            | Kleindenkmal   | L 50                                                                                                  | preußischer Viertelmeilenstein                                                                | Könnern      | Könnern     |      |
| Meilenstein Löbnitz     | 094 60992  | Kleindenkmal   | L 50                                                                                                  | preußischer Ganzmeilenstein                                                                   | Staßfurt     | Löbnitz     |      |
| Meilenstein Löbnitz     | 094 60993  | Kleindenkmal   | L 50                                                                                                  | preußischer Viertelmeilenstein                                                                | Staßfurt     | Löbnitz     |      |
| Meilenstein Schönebeck  |            |                | | preußischer Meilenstein                                                                       | Schönebeck   | Schönebeck  |      |
| Meilenstein Trebitz     | 094 60839  | Kleindenkmal   | L 50                                                                                                  | preußischer Ganzmeilenstein                                                                   | Könnern      | Trebitz     |      |
| Meilenstein Welsleben   | 094 98567  | Kleindenkmal   | L 50                                                                                                  | preußischer Ganzmeilenstein                                                                   | Bördeland    | Welsleben   |      |

## Kilometersteine
| Artikel             | Denkmal-ID | Ausweisungsart | Lage                                 | Beschreibung         | Kommune | Ort  | Bild |
| ------------------- | ---------- | -------------- | ------------------------------------ | -------------------- | ------- | ---- | ---- |
| Kilometerstein Hoym |            |                | L 85 (Ernst-Thälmann-Straße) in Hoym | Kilometerstein 307,6 | Seeland | Hoym |      |

## Wegweisersäulen
| Artikel             | Denkmal-ID | Ausweisungsart | Lage                              | Beschreibung   | Kommune          | Ort       | Bild |
| ------------------- | ---------- | -------------- | --------------------------------- | -------------- | ---------------- | --------- | ---- |
| Wegweiser Gerbitz   | 094 97601  | Kleindenkmal   | L 64                              | Wegweiserstein | Nienburg         | Gerbitz   |      |
| Wegweiser Latdorf   | 094 60789  | Kleindenkmal   | L 64                              | Wegweiserstein | Nienburg         | Latdorf   |      |
| Wegweiser Latdorf   | 094 60788  | Kleindenkmal   | Thälmann-Platz in Latdorf         | Wegweiserstein | Nienburg         | Latdorf   |      |
| Wegweiser Weddegast |            |                | B185 / B6, Abzweig nach Weddegast | Wegweiserstein | Bernburg (Saale) | Weddegast |      |